# Приход Харью-Мадизе
Прихо́д Ха́рью-Ма́дизе (эст. Harju-Madise kihelkond, нем. Kirchspiel Matthias) — административно-территориальная единица Эстонии, входившая в состав исторической области Харьюмаа. Во времена Российской империи также носил название приход Святой Ма́тиас.
В состав прихода входило 11 мыз: 1 церковная мыза (пасторат), 5 рыцарских мыз (дворянских имений), 4 скотоводческие мызы и 1 побочная мыза.

## История возникновения
Приход Харью-Мадизе возник по всей вероятности в конце XIII века. Ранее на этой территории находились западные земли прихода Кейла.

## Современное географическое положение
Приход полностью входит в состав современного уезда Харьюмаа. Большая часть прихода, располагавшаяся на юге, относится к волости Падизе.
Северная часть прихода находится на полуострове Пакри и принадлежит городу Палдиски.
Юго-западная часть прихода принадлежит современной волости Вазалемма.

## Мызы прихода
| Изображение | Оригинальное название                               | Состояние            | Место нахождения | Архитектурный стиль | Название                | Примечания                                 |
| ----------- | --------------------------------------------------- | -------------------- | ---------------- | ------------------- | ----------------------- | ------------------------------------------ |
|             | эст. Harju-Madise kirikumõis нем. Pastorat Matthias | Сохранилась          | Мадизе           |                     | Пасторат Харью-Мадизе   | церковная мыза                             |
|             | эст. Leetse нем. Leetz                              | Сохранилась в руинах | Палдиски         |                     | Летс (Леэтсе)           | рыцарская мыза (дворянское имение)         |
|             | эст. Pallaste нем. Pallas                           | Не сохранилась       | Палдиски         |                     | Паллас (Палласте)       | побочная мыза рыцарской мызы Летс (Леэтсе) |
|             | эст. Padise нем. Padis-Kloster                      | Сохранилась          | Падизе           | Барокко             | Паддис-Клостер (Падизе) | рыцарская мыза (дворянское имение)         |
|             | эст. Põllküla нем. Pöllküll                         | Не сохранилась       | Пыллкюла         |                     | Пелькюль (Пыллкюла)     | рыцарская мыза (дворянское имение)         |
|             | эст. Vasalemma нем. Wassalem                        | Сохранилась          | Вазалемма        | Неоготика           | Вазалем (Вазалемма)     | рыцарская мыза (дворянское имение)         |
|             | эст. Ämari нем. Habbinem, Emmern                    | Сохранилась          | Эмари            |                     | Мыза Эмари              | рыцарская мыза (дворянское имение)         |